# Mali ai Giochi della XXIX Olimpiade
Il Mali ha partecipato ai Giochi della XXIX Olimpiade di Pechino, svoltisi dall'8 al 24 agosto 2008, con una delegazione di 17 atleti.

## Atletica leggera
| Gara                    | Atleta          | Batterie | Batterie | Quarti | Quarti | Semifinali | Semifinali | Finale | Finale |
| Gara                    | Atleta          | Tempo    | Pos.     | Tempo  | Pos.   | Tempo      | Pos.       | Tempo  | Pos.   |
| ----------------------- | --------------- | -------- | -------- | ------ | ------ | ---------- | ---------- | ------ | ------ |
| 400 m ostacoli maschili | Ibrahima Maiga  |          |          | 50"57  | 6      |            |            |        |        |
| 200 m femminili         | Kadiatou Camara | 23"06    | 2        | 23"06  | 5      |            |            |        |        |

## Nuoto
| Gara                       | Atleta               | Batterie | Batterie | Semifinali | Semifinali | Finale | Finale |
| Gara                       | Atleta               | Tempo    | Pos.     | Tempo      | Pos.       | Tempo  | Pos.   |
| -------------------------- | -------------------- | -------- | -------- | ---------- | ---------- | ------ | ------ |
| 50 m stile libero maschili | Mohamed Coulibaly    | 29"09    | 82       |            |            |        |        |
| 100 m rana femminili       | Mariam Pauline Keita | 1'24"26  | 49       |            |            |        |        |

## Pallacanestro

### Torneo femminile
La nazionale maliana si è qualificata vincendo il campionato africano del 2007.

#### Roster
La squadra era formata da:
- Fatoumata Bagayoko (guardia)
- Nagnouma Coulibaly (ala-centro)
- Mariatou Diarra (guardia)
- Diéné Diawara (ala-centro)
- Diana Gandega (ala)
- Kadiatou Kanouté (ala)
- Hamchétou Maïga (capitano, guardia-ala)
- Aminata Sininta (centro)
- Djénébou Sissoko (centro)
- Meiya Tirera (centro)
- Kadiatou Touré (guardia)
- Nassira Traoré (ala)

#### Prima fase
| Data      | Ora locale | Squadra   | Punteggio | Squadra       | Referto |
| --------- | ---------- | --------- | --------- | ------------- | ------- |
| 9 agosto  | 11:15      | Mali      | 72 - 76   | Nuova Zelanda | ref     |
| 11 agosto | 11:15      | Rep. Ceca | 81 - 47   | Mali          | ref     |
| 13 agosto | 22:15      | Mali      | 41 - 97   | Stati Uniti   | ref     |
| 15 agosto | 16:45      | Cina      | 69 - 48   | Mali          | ref     |
| 17 agosto | 09:00      | Spagna    | 79 - 47   | Mali          | ref     |

| Squadra       | P  | V | P | PF  | PS  | Diff. |
| ------------- | -- | - | - | --- | --- | ----- |
| Stati Uniti   | 10 | 5 | 0 | 491 | 276 | +215  |
| Cina          | 9  | 4 | 1 | 358 | 346 | +12   |
| Spagna        | 8  | 3 | 2 | 357 | 324 | +33   |
| Rep. Ceca     | 7  | 2 | 3 | 346 | 356 | -10   |
| Nuova Zelanda | 6  | 1 | 4 | 320 | 423 | -103  |
| Mali          | 5  | 0 | 5 | 255 | 402 | -147  |

## Taekwondo
| Gara   | Atleta            | Ottavi                      | Tabellone principale                     | Tabellone principale | Tabellone principale | Ripescaggi | Ripescaggi |  |
| Gara   | Atleta            | Ottavi                      | Quarti                                   | Semifinali           | Finale               | Semifinali | Finale     |  |
| ------ | ----------------- | --------------------------- | ---------------------------------------- | -------------------- | -------------------- | ---------- | ---------- |  |
| +80 kg | Daba Modibo Keita | Mickaël Borot (Francia) 6-5 | Chika Yagazie Chukwumerije (Nigeria) 0-1 |                      |                      |            |            |  |